# Aiglemont
Aiglemont [ɛɡləmɔ̃] ist eine französische Gemeinde mit 1.675 Einwohnern (Stand: 1. Januar 2022) im Département Ardennes in der Region Grand Est. Sie gehört zum Arrondissement Charleville-Mézières und zum Kanton Villers-Semeuse.

## Geographie
Aiglemont liegt etwa vier Kilometer nordöstlich des Stadtzentrums von Charleville-Mézières und wird im Westen von der Maas (frz. Meuse) begrenzt. Umgeben wird Aiglemont von den Nachbargemeinden Nouzonville im Nordwesten und Norden, Neufmanil im Nordosten, La Grandville im Osten, Charleville-Mézières im Süden und Südwesten sowie Montcy-Notre-Dame im Westen.

## Bevölkerungsentwicklung
| Jahr                       | 1962 | 1968 | 1975 | 1982 | 1990 | 1999 | 2006 | 2019 |
| -------------------------- | ---- | ---- | ---- | ---- | ---- | ---- | ---- | ---- |
| Einwohner                  | 962  | 1304 | 1645 | 1614 | 1804 | 1733 | 1594 | 1637 |
| Quellen: Cassini und INSEE |      |      |      |      |      |      |      |      |

## Gemeindepartnerschaften
Mit der beninischen Gemeinde Bohicon besteht seit 2010 eine Partnerschaft.

## Sehenswürdigkeiten
- Reste einer Wüstung bei Manicourt
- Kirche Saint-Quentin, Ende des 18. Jahrhunderts errichtet
- Das Areal Champceau mit der neugestalteten Saint-Quentin-Kapelle
- Schloss Gely
- Anarchistenkolonie L'Essai (1903–1906)

## Persönlichkeiten
- Jean-Charles Fortuné Henry (1869–nach 1910), Anarchist, Gründer der libertären Gemeinschaft L'Essai
- Alex Gérardin (* 1947), Radrennfahrer